# Torneo Acropolis 2001
Il Torneo Acropolis 2001 si è svolto dal 21 al 23 agosto 2001.

Gli incontri si sono svolti nell'impianto ateniese "Olympiahalle".

## Squadre partecipanti
1. Grecia
2. Italia
3. Jugoslavia
4. Lituania

## Risultati
| Atene 21 agosto | Jugoslavia | 96 – 81 | Lituania | Olympiahalle |

| Atene 21 agosto | Italia | 70 – 66 | Grecia | Olympiahalle |

| Atene 22 agosto | Lituania | 75 – 59 | Italia | Olympiahalle |

| Atene 22 agosto | Grecia | 71 – 58 | Jugoslavia | Olympiahalle |

| Atene 23 agosto | Italia | 68 – 67 | Jugoslavia | Olympiahalle |

| Atene 23 agosto | Grecia | 75 – 73 | Lituania | Olympiahalle |

## Classifica Finale
| -  | Team       | PT | V - P | PF - PS   |
| -- | ---------- | -- | ----- | --------- |
| 1. | Italia     | 4  | 2 - 1 | 207 - 208 |
| 2. | Grecia     | 4  | 2 - 1 | 212 - 201 |
| 3. | Jugoslavia | 2  | 1 - 2 | 221 - 220 |
| 4. | Lituania   | 2  | 1 - 2 | 229 - 240 |

## MVP
| Titolo | Giocatore    | Nazionalità |
| ------ | ------------ | ----------- |
| MVP    | Gregor Fučka | Italia      |